# Soyoung Yoon
Soyoung Yoon (née le 28 octobre 1984 à Séoul en Corée du Sud) est une violoniste sud-coréenne. Elle commence le violon à l’âge de cinq ans ; elle a joué sur un Stradivarius de 1710, le roi-Georges, ainsi que sur un instrument manufacturé par Guadagnini en 1773, l’ex-Bückeburg.
Yoon s’est formée à la Yewon Middle School for Arts, puis au lycée d'Arts de Séoul avant d’intégrer l’université nationale des arts de Corée ; elle poursuit ensuite son cursus à l’étranger, en Allemagne à la Hochschule für Musik und Tanz Köln et en Suisse à l’université des Arts de Zurich, où elle bénéficie de l’enseignement de Zakhar Bron.

## Prix et récompenses
Soyoung Yoon emporte à 18 ans le premier prix du concours Menuhin pour jeunes violonistes. L’année suivante, en 2003, elle remporte le premier prix du concours international de musique de Cologne. En 2005, Yoon gagne le concours international de violon Tibor-Varga et, en 2006, emporte le premier prix du concours international de violon David-Oïstrakh, à Odessa.
En 2009, à vingt-cinq ans, elle obtient le 6e prix lors du concours Reine-Élisabeth avant d’emporter, en 2010, la médaille d’argent du concours international de violon d'Indianapolis (en).
Enfin, en 2011 à Poznań, Soyoung Yoon est couronnée du premier prix au concours international de violon Henryk-Wieniawski.